# Hyphydrus sumatrae
Hyphydrus sumatrae is een keversoort uit de familie waterroofkevers (Dytiscidae). De wetenschappelijke naam van de soort is voor het eerst geldig gepubliceerd in 1880 door Régimbart.